# Arthur Kemp
Arthur Benjamin Kemp (n. 14 septembrie, 1962) este un scriitor, orator, activist politic din Africa de Sud.